# صالح العرفج
صالح العرفج (عربی: صالح محمد العرفج؛ زادهٔ ۱ اوت ۱۹۹۴) یک ورزشکار اهل عربستان سعودی است.
از باشگاه‌هایی که در آن بازی کرده‌است می‌توان به باشگاه فوتبال هجر عربستان سعودی اشاره کرد.